# Boris Milekić
Boris Milekić (Kirin Serbia: Борис Милекић; sinh 29 tháng 9 năm 1988) là một hậu vệ bóng đá Serbia thi đấu cho FK Metalac Gornji Milanovac.